# Otto Braml
Otto Georg Braml (* 19. März 1900 in München; † 17. Juni 1975 in Berlin) war ein deutscher Schauspieler und Hörspielsprecher.

## Leben und Wirken
Der gebürtige Münchner war ein Sohn des Kraftwagenführers Josef Braml und seiner Gattin Hedwig, geb. Ganderer. Über seine Ausbildung und frühe Vita ist derzeit nichts bekannt. Seit dem Ende des Ersten Weltkriegs spielte er Theater, überwiegend in der Provinz (darunter am Altonaer Stadttheater, Vereinigten Stadttheater Köln und am Düsseldorfer Schauspielhaus unter der Leitung von Louise Dumont), ohne dort sonderlich für Aufmerksamkeit zu sorgen. Frühzeitig trat Braml aber auch in Berlin auf (etwa 1923 am Theater in der Kommandantenstraße) und führte dort im Zweiten Weltkrieg auch Regie. 
Mit Beginn der Tonfilmära kamen auch Angebote von der Zelluloidbranche hinzu. Hier wurde Otto Braml als Charge vom Dienst eingesetzt. Mal sah man ihn als Stallknecht (in Der Seniorchef), als Möbelpacker (in Paradies der Junggesellen), mal als Schiffsarzt (in dem Krimi Schüsse in Kabine 7) oder als Lotse (in Fracht von Baltimore), mal als Reisebüroleiter (in dem Rühmann-Fliegerspaß Quax, der Bruchpilot) oder als Ölmagnat (in dem antibritischen Propagandafilm Anschlag auf Baku). Nach dem Krieg verkörperte Otto Braml mehrfach Anwälte (etwa in dem Lustspiel Der Fürst von Pappenheim und in der Komödie Es geht nicht ohne Gisela). Nach Alfred Weidenmanns Canaris-Kinoinszenierung wirkte Otto Braml fast nur noch in Fernsehfilmen mit. Seine Arbeit beim Theater konzentrierte sich auf wenige Festengagements wie in Berlin (Tribüne) und Frankfurt am Main. Ansonsten betätigte er sich als gastierender Künstler.
Seit 1927 trat er auch umfangreich als Hörspielsprecher in Erscheinung. Produktionen zwischen 1929 und Kriegsende 1945 liegen zurzeit (August 2021) bei der ARD-Hörspieldatenbank noch nicht vor. In der Nachkriegszeit war er fast ausschließlich für RIAS Berlin und den SFB tätig. Neben zahlreichen Nebenrollen hatte er auch einige Auftritte als Hauptdarsteller. Seinen letzten nachgewiesenen Auftritt hatte er 1965 neben Martin Hirthe und Erika von Thellmann als „Professor Wiebach“ in dem fünfteiligen Kriminalhörspiel Fünf tote alte Damen von Hans Gruhl.
Der zeitlebens unverheiratete Otto Braml wohnte zuletzt in Berlin-Schöneberg. Er starb 1975 im Elisabeth-Krankenhaus.

## Filmografie
- 1932: Höllentempo
- 1933: Drei Kaiserjäger
- 1935: Ehestreik
- 1936: Smutjes Schwester
- 1938: Schüsse in Kabine 7
- 1938: Der Fall Deruga
- 1938: Fracht von Baltimore
- 1939: Paradies der Junggesellen
- 1939: Der Polizeifunk ruft
- 1939: Dein Leben gehört mir
- 1939: Zwielicht
- 1940: Herz modern möbliert
- 1941: Anschlag auf Baku
- 1941: Quax, der Bruchpilot
- 1942: Rembrandt
- 1942: Wir machen Musik
- 1942: Der Seniorchef
- 1944/48: Das kleine Hofkonzert
- 1951: Es geht nicht ohne Gisela
- 1952: Der Fürst von Pappenheim
- 1953: Weihnachten bei Buchholzens (Fernsehfilm)
- 1954: Canaris
- 1958: Leichte Muse, schwere Maschinen (Fernsehfilm)
- 1960–61: Oben und unten (Fernsehserie)
- 1961: Die Ehe des Herrn Mississippi
- 1963: Die Frau des Bäckers (Fernsehfilm)
- 1963: Die Laokoon-Gruppe (Fernsehfilm)
- 1964: Ein Sommer – ein Herbst (Fernsehfilme)

## Hörspiele (Auswahl)
- 1927: Paul Raynal: Das Grabmal des unbekannten Soldaten. Tragödie in drei Akten (Ein französischer Soldat) – Regie: Alfons Godard (Sendespiel (Hörspielbearbeitung) – Westdeutsche Rundfunk AG (WERAG))
- 1928: Julian Landau: Die Aussprache (Max) – Regie: Josef Kandner (Sendespiel (Hörspielbearbeitung) – WERAG – Lustiger Abend)
- Nach 1945: Alf Tamin: Hilfe – Meine Frau will mein Bestes. Ein ehelicher Stoßseufzer – Regie: Werner Oehlschläger (Hörspiel – RB)
- 1947: Ludwig Thoma: Die Lokalbahn (Stelzer) – Regie: Hanns Korngiebel (Hörspielbearbeitung – RIAS)
- 1947: Anton Hamik: Der verkaufte Großvater (Haslinger) – Regie: Hanns Korngiebel (Hörspielbearbeitung, Mundarthörspiel –RIAS)
- 1947: Werner E. Hintz: Wer war es? (Schwink) – Regie: Karl Metzner (Kriminalhörspiel, Kurzhörspiel – RIAS)
- 1948: Anton Pawlowitsch Tschechow: Eine schutzlose Frau. Eine heitere Szene frei nach einer seiner  Geschichten – Regie: Nicht bekannt (Hörspielbearbeitung, Kurzhörspiel – RIAS)
- 1948: Kurt Tucholsky: Wo kommen die Löcher im Käse her? – Regie: Friedrich Joloff (Hörspielbearbeitung, Kurzhörspiel – RIAS)
- 1948: O. Henry: Lösegeld für den roten Häuptling – Regie: Friedrich Joloff (Kurzhörspiel, Hörspielbearbeitung – RIAS)
- 1949: John Steinbeck: Der Mond ging unter (Corell) – Regie: Hanns Korngiebel (Hörspielbearbeitung – RIAS)
- 1949: Kurt Ihlenfeld: Die goldenen Tafeln. Ein weihnachtliches Spiel – Regie: Hermann Schindler (Hörspiel – RIAS)
- 1950: Kurt Kusenberg: Das Wirtshaus zu den fünf Wünschen. Eine Geschichte aus dem Buch Der blaue Traum (Schwarzbart) – Komposition und Regie: Heinz von Cramer (Kurzhörspiel – RIAS)
- 1952: Hermann Krause: Mein Name ist Heinzelmann. Eine wunderliche Begebenheit aus unseren Tagen – Regie: Werner Oehlschläger (Original-Hörspiel, Kurzhörspiel – RIAS)
- 1953: Marie Luise Kaschnitz: Das Spiel vom Kreuz (Bildschnitzer) – Regie: Hanns Korngiebel (Originalhörspiel – RIAS)
- 1954: Helmut Harun, Günter Jannasck: Ferien im Viervierteltakt (Dr. Vogel) – Regie: Wolfgang Spier (Hörspiel – RIAS)
- 1955: Josef Martin Bauer: Die Stadt der Gerechten (Immobilienmakler) – Regie: Wolfgang Spier (Originalhörspiel – RIAS)
- 1956: Wilhelm Lichtenberg: Helden sind komische Leute (Holzmann) – Regie: Hanns Korngiebel (Hörspiel – RIAS)
- 1957: Josef Martin Bauer: Wie Sand am Meer (Schollweck) – Regie: Egon Monk (Originalhörspiel – RIAS)
- 1958: Christian Bock: Zwei alte Damen feuern (Bürgermeister König) – Regie: Wolfgang Spier (Originaltonhörspiel – RIAS/HR/SDR)
- 1959: Willy Purucker: Das Quartett (Erzähler) – Regie: Rolf von Goth (Originalhörspiel – SFB)
- 1959: Arthur Schnitzler: Lebendige Stunden (Anton Hausdorfer) – Regie: Curt Goetz-Pflug (Hörspielbearbeitung, Kurzhörspiel – SFB)
- 1960: Heinz Oskar Wuttig: Elfmeter – Regie: Curt Goetz-Pflug (Originalhörspiel – SFB/HR/RB)
- 1961: Johannes Hendrich: Wie einem Menschen zumute ist (2 Teile) (Beamter) – Regie: Curt Goetz-Pflug (Originalhörspiel – SFB)
- 1962: Joseph Hayes: Die Stunden nach Mitternacht (Mr. Hopkins) – Regie: Curt Goetz-Pflug (Hörspielbearbeitung, Kriminalhörspiel – SFB)
- 1962: Ranko Marinković: Die Hände (Stimme) – Regie: Gert Westphal (Hörspiel – RIAS)
- 1963: Karlheinz Knuth: Die eigene Spur (Seehund) – Regie: Lothar Kompatzki (Originalhörspiel – SFB)
- 1964: Robert Adolf Stemmle: Bagnosträfling 4720 (Der Fall Seznec) (Anwalt Danguy) – Regie: Robert Adolf Stemmle (Originalhörspiel – SFB)
- 1964: Erdmann Graeser: Damals war’s – Geschichten aus dem alten Berlin: Die Koblanks (6. Teil) – Regie: Ivo Veit (Hörspielbearbeitung – RIAS)
- 1964: Hans Gruhl: Nimm Platz und stirb (5 Teile) (Nathan Kirschbaum) – Regie: Curt Goetz-Pflug (Hörspielbearbeitung, Kriminalhörspiel – SFB)
- 1965: Johannes Hendrich: Taubenherbert (Psychiater) – Regie: Curt Goetz-Pflug (Originalhörspiel – SFB/SDR)
- 1965: Hans Gruhl: Fünf tote alte Damen (2., 4. und 5. Teil) (Professor Wiebach) – Regie: Curt Goetz-Pflug (Hörspielbearbeitung, Kriminalhörspiel – SFB/WDR)